# Burgemeestersvilla (Rasquert)

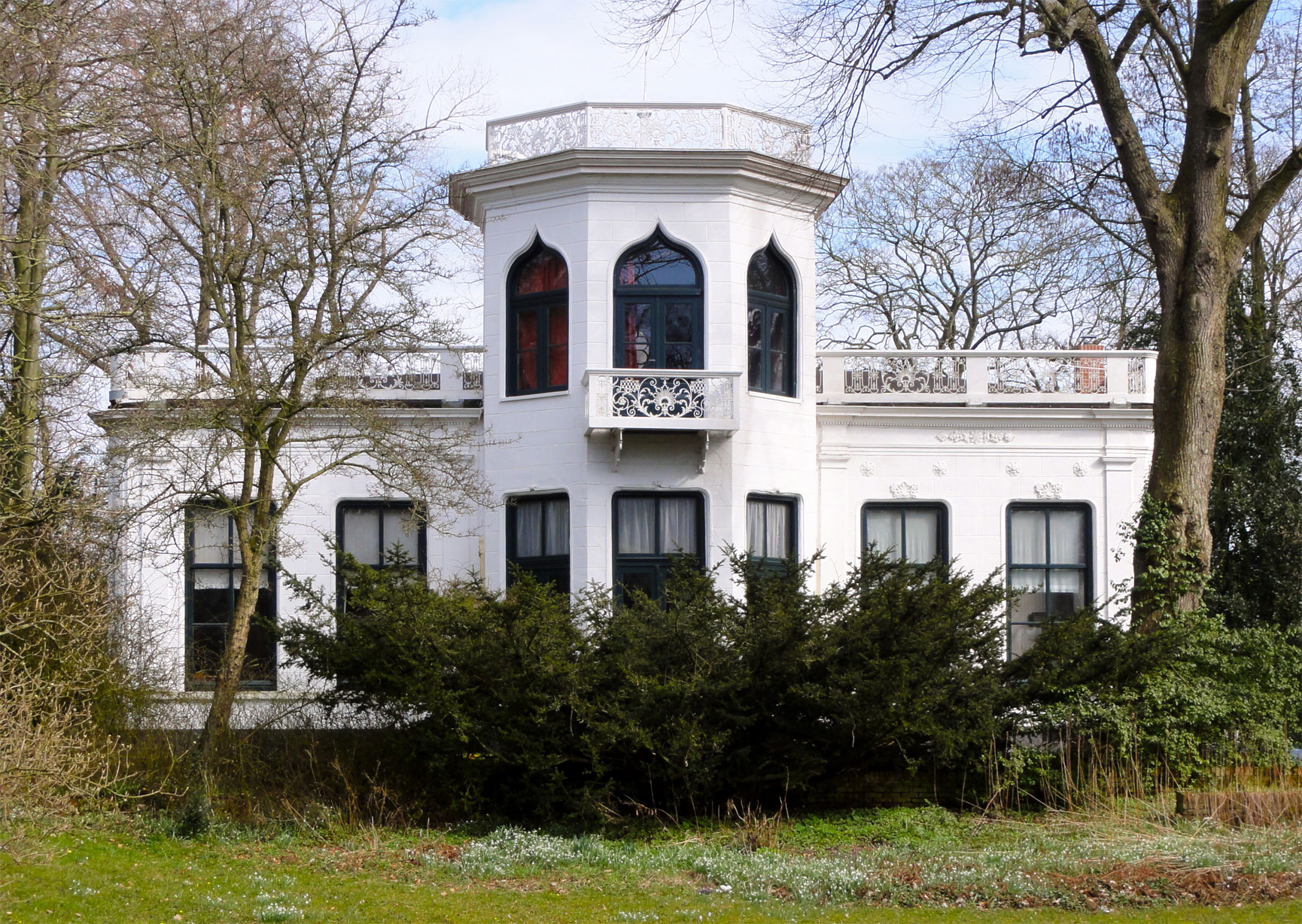
De voormalige burgemeestersvilla aan de Meijmaweg 2 te Rasquert anno 2011

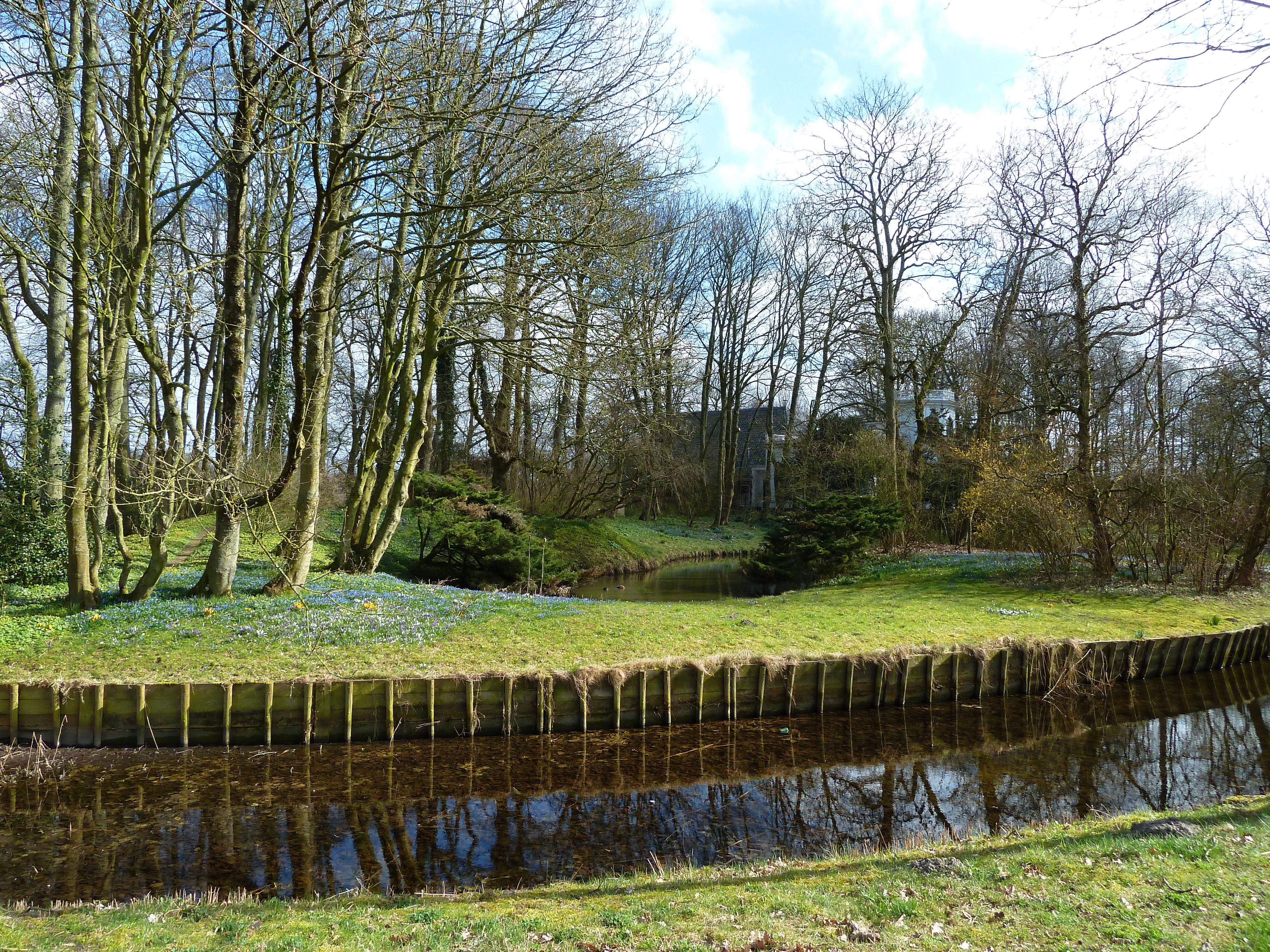
Gezicht op een deel van de tuin

De burgemeestersvilla in Rasquert is de voormalige ambtswoning van de burgemeester van Baflo, die rond 1868 gebouwd werd in opdracht van de toenmalige burgemeester op het terrein van de vroegere borg Meyma in het Groningse Rasquert.

## Geschiedenis

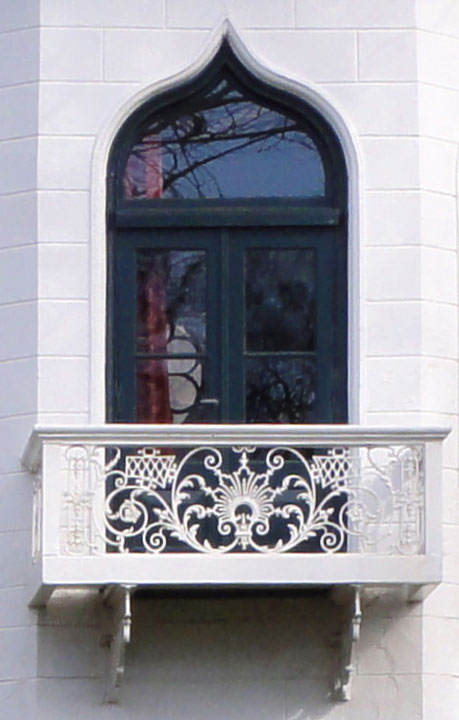
Het balkon op de eerste verdieping met een accoladevormig venster een gedecoreerde balustrade

Rond 1868 gaf de burgemeester van Baflo, Jan Doornbosch (1839-1909), de opdracht tot de bouw van een burgemeesterswoning in het nabij Baflo gelegen dorp Rasquert. De villa werd gebouwd op het terrein van de vroegere borg Meyma, die in het begin van de 18e eeuw was afgebroken. Ook het bij de borg behorende schathuis was in het begin van de 19e eeuw afgebroken. Naast de villa werd op het terrein ook een boerderij Meyma gebouwd, waarvoor de architect Willem Reitsema in 1924 een nieuw woonhuis ontwierp. De bijbehorende tuinen bij beide panden werd in 1926 aangelegd, waarschijnlijk door de firma Vroom uit Glimmen.
De gepleisterde villa is gebouwd in een eclectische stijl met onder meer elementen uit de neogotiek. De villa heeft twee vleugels van één bouwlaag en een middengedeelte van twee bouwlagen. Het middengedeelte heeft een torenachtig vorm en wordt bekroond met een sierlijk gedecoreerde gietijzeren balustrade. Ook boven beide vleugels en voor het balkon in het middengedeelte bevinden zich soortgelijke gedecoreerde balustrades. De verdieping in het middengedeelte heeft drie accoladevormige vensters.
De villa is erkend als een rijksmonument onder meer vanwege de hoge mate van gaafheid van het gebouw en van het interieur, de architectuurhistorische waarde, de markante ligging en de situering op het oorspronkelijke borgterrein. De villa is een voorbeeld van een notabelenwoning, zoals die in de tweede helft van de 19e eeuw werd gebouwd. Een andere bijzonderheid is de samenhang van de tuin van het pand met de tuin van de naastgelegen boerderij Meyma. Beide tuinen vormen één geheel. De in landschapsstijl aangelegde tuinen hebben vijvers, heuvelpartijen en glooiende gazons.